# NGC 2821
NGC 2821 je galaksija u zviježđu Kompasu.

## Vanjske poveznice
- SEDS: NGC 2821